# Horizont (könyvsorozat)
Horizont a bukaresti Irodalmi Könyvkiadó magyar osztálya által 1965 júniusában indított s 1970-től a Kriterion Könyvkiadó gondozásában folytatott világirodalmi könyvsorozat. Az első kötetek szerzőinek névsora (Thomas Mann, Hemingway, Camus, Lampedusa és Iszaak Babel mellett a jugoszláv Ivo Andrić, az ausztráliai Dymphna Cusack, a spanyol emigránsból francia íróvá lett Jorge Semprún) már jelezte a sorozat akkori koncepcióját: az előző évek meglehetősen leszűkített szemléletű kiadópolitikája után elsősorban a 20. századi világirodalom megismerésében kíván jelentős szerepet játszani. Ebben a törekvésben ugyan az 1970-es évek folyamán – főképp a 19. századi, olykor régebbi klasszikus prózai alkotásoknak a sorozatba emelésével – történt némi módosulás, a szerzők túlnyomó része azonban még így is századunk világirodalmából kerül ki: a 149 szerzőből 8 a 18. századi vagy annál korábbi, 23 a 19. századi és 118 a 20. századi.
A sorozattal együtt egész könyvkiadásunkban jelentkező világirodalmi nyitás természetesen elsősorban a "nagy" irodalmak értékeivel való kapcsolatot jelentette: a francia irodalmat 28, az angol és amerikai irodalmat 18–18, a német irodalmat 15, az orosz és szovjet irodalmat 13, az olasz irodalmat 9 szerző képviseli, további 29 szerző 20 nemzeti irodalom (spanyol, kínai, japán, ír, ausztráliai, kanadai, osztrák, arab, argentínai, kubai, kolumbiai, perui, iráni, török, finn, svéd, dán, lengyel, jugoszláv, görög) között oszlik meg. Ezeken kívül a kiadó egyéb sorozatai (Magyar Klasszikusok, Román Írók) mellett évente a Horizont sorozatban is megjelentek a kortárs román és magyar irodalom reprezentatív alkotásai (összesen 19 szerző).
Ezt a jelentős világirodalmi kitekintést természetesen nem lehetett csak romániai műfordítókra építve megoldani, sőt a romániai magyar műfordító gárda hozzájárulása – a sorozatba illesztett román irodalmi műveket leszámítva – csak igen szerénynek mondható: az 1965 és 1981 között megjelent 181 mű közül mindössze 12-t fordítottak hazai műfordítók, a többi mű korábban magyarul már megjelent fordítások átvétele.
Közel két évtizedes története folyamán a Horizont kiadásának nagy szerepe volt a román–magyar közös könyvkiadási megállapodás keretében hatékonyan működő kiadóközi kapcsolatokban. A megjelent művek túlnyomó részének fordítási jogát a budapesti Európa Könyvkiadó adta át, az Irodalmi Könyvkiadó, majd a Kriterion könyvexportjának jelentős részét az Európával egyeztetett sorozatterv alapján megjelent kötetek sok tízezres példányszáma tette ki.
A Horizont megindulását követő években az akkori gazda, az Irodalmi Könyvkiadó magyar osztálya Domokos Géza és Bodor Pál fáradozásai nyomán kezdeményező lépéseket tett romániai magyar műfordítók fokozottabb bevonására, átmenetileg biztató sikerrel. Az említett 12 szerző művei közül 11 kötet 1967 és 1971 között jelent meg: Somerset Maugham és Aldous Huxley Látó Anna, Robert Graves Szemlér Ferenc, René Fallet Szilágyi Júlia, Erich Maria Remarque Majtényi Erik, Pierre Boulle Halász Anna, Martti Larni Nagy Kálmán, Friedrich Dürrenmatt Bors Gizella, Vaszilij Akszjonov Domokos Géza, Edmonde Charles-Roux Oláh Tibor fordításában; a kiadó azonban ezekkel valójában nemcsak szerkesztői feladatot vállalt, hanem a pangás évtizedei után új műfordító nemzedék nevelését is, ami olykor – a fordítások minősége, az ellenőrzés szintén nyelvismeretet igénylő feladata miatt – áthidalhatatlan nehézséget okozott. Ennek következtében az utóbbi évtizedben a sorozat keretében szinte teljesen háttérbe szorult az eredeti romániai műfordítói hozzájárulás. A második évtized egyetlen romániai műhelyben készült fordítása Veszjolij Artyom regénye volt 1979-ben Balogh József tolmácsolásában; néhány novella az argentínai Jorge Luis Borges kötetében (1978) Jánosházy György fordításában jelent meg, s természetesen a román regényeknek és elbeszélésköteteknek hazai fordítóik voltak Lőrinczi László, Papp Ferenc, Szász Béla és Veress Zoltán személyében.
Alkalmas műfordító gárda – s ami ezzel összefügg: közvetlen világirodalmi kitekintés – híján, de szerkesztéspolitikai előírások következtében is az 1970-es évek elejétől állottak be változások a Horizont belső felépítésében: 1972-től lényegesen nagyobb a sorozatban a klasszikussá vált művek aránya, s lényegesen kisebb azoké, amelyek – ha a fordításátvételből adódó néhány éves késéssel is – lényegében a kortárs világirodalom áramába kapcsolták be a romániai magyar olvasóközönséget, még ha voltak olyan mai művek is, amelyeket romániai műfordítók szólaltattak meg először magyarul. Természetesen ez a változás arra is visszavezethető, hogy 1974-ben a Kriterion Könyvkiadónál elindult a Lektúra sorozat, ugyancsak világirodalmi (fokozottabban kortárs prózai) profillal, s így a Horizont "klasszicizálódása" érthetőbb.
A Horizont köteteihez kezdetben, majd 1973-tól újra utószavak is csatlakoznak. (Közben csak a védőborító első, majd hátsó oldalán elhelyezett – olykor a kötet végén olvasható – rövid életrajzi jegyzet tájékoztatta esetlegesen az olvasót a szerző kilétéről.) Ezek szerzőiből az idők folyamán, főképp az utóbbi évtizedben olyan esszéíró és kritikus gárda alakult ki, amely ezekben az utószavakban teret kapott klasszikus és kortárs világirodalmi értékekhez kötődő mondandója számára. 1965 és 1967 között Bácski György, Beke György, Dimény István, Domokos Géza, Földes László, Halász Anna, Jánosházy György, Majtényi Erik, Molnár Tibor, Szász János, Szekernyés László, Szemlér Ferenc, Szilágyi Júlia és Szőcs István, utóbb (1975-től) – a sorozat szerkesztésében tanácsadóként is közreműködő Deák Tamás, Horváth Andor és Lőrinczi László mellett – Ágoston Vilmos, Tamás Gáspár Miklós, Veress Dániel hozzájárulása is jelentős volt, de jelent meg kötet Balogh József, Bernád Ágoston, Csehi Gyula, Éltető József, Kántor Lajos, Kászoni Zoltán István, Molnár Gusztáv, Szász János, Szőcs Géza, Zirkuli Péter utószavával is.
A Horizont kötetei kezdetben (1967-ig) csak fűzve, Szathmáry Sándor sorozatborítójával, majd fűzve és kötve jelentek meg, védőborítóval, Deák Ferenc sorozatterveibe illesztve ismert romániai magyar grafikusművészek rajzait, kollázsait s a védőborító hátsó oldalára a szerző fényképét.
A sorozat az első évek után hamarosan meghódította az olvasókat, s 1965-től 1980-ig összesen 3 600 000 példányban jelent meg. Az első év 8000-es átlagpéldányszáma 1971-re elérte a 20 000-et s az 1970-es években a 35 000–45 000-et is. Az évente megjelent kötetek száma 4–21 között ingadozott. A belföldi példányszámon kívül jelentős tételekben készültek a Horizont kötetei exportra a Magyar Népköztársaságba s 1967-ben (Victor Hugo, H. G. Wells és Rudyard Kipling műveiből) Jugoszláviába is.

## További irodalom
- Beke György: Új sorozat: a Horizont Interjú Domokos Gézával. Előre 1965. márc. 31.